# Coupe de la Ligue japonaise de football 2022
 (octobre 2022).
Si vous disposez d'ouvrages ou d'articles de référence ou si vous connaissez des sites web de qualité traitant du thème abordé ici, merci de compléter l'article en donnant les références utiles à sa vérifiabilité et en les liant à la section « Notes et références ».
Navigation
Coupe de la Ligue 2021 Coupe de la Ligue 2023
La coupe de la Ligue japonaise 2022 est la 30e édition de la Coupe de la Ligue japonaise, organisée par la J.League, elle oppose les 18 équipes de J.League 1 2022 et le 17e et 18e de J.League 1 2021 du 23 février 2022 au 22 octobre 2022.
Le vainqueur se qualifie pour la Coupe Levain.

## Format et calendrier
| Nom                         | Dates aller  | Dates retour | Équipes participantes | Équipes gagnantes |
| --------------------------- | ------------ | ------------ | --------------------- | ----------------- |
| Phase de groupes            |              |              |                       |                   |
| Journées 1                  | 23 février   | 23 février   | 16                    | 16                |
| Journées 2                  | 2 mars       | 2 mars       | 16                    | 16                |
| Journées 3                  | 26 mars      | 26 mars      | 16                    | 16                |
| Journées 4                  | 13 avril     | 13 avril     | 16                    | 16                |
| Journées 5                  | 23 avril     | 23 avril     | 16                    | 16                |
| Journées 6                  | 18 mai       | 18 mai       | 16                    | 8                 |
| Phase à élimination directe |              |              |                       |                   |
| Tour préliminaire           | 4 juin       | 11 juin      | 8                     | 4                 |
| Quarts de finale            | 3 août       | 10 août      | 8                     | 4                 |
| Demi-finale                 | 21 septembre | 25 septembre | 4                     | 2                 |
| Finale                      | 22 octobre   | 22 octobre   | 2                     | 1                 |

### Participants
| Clubs de J.League 1 (18)     |
| arrivent en Quarts de finale |
| ---------------------------- |
| Kawasaki Frontale            |
| Yokohama F. Marinos          |
| Vissel Kobe                  |
| Urawa Red Diamonds           |
| arrivent en Phase de groupes |
| Kashima Antlers              |
| Nagoya Grampus T             |
| Sagan Tosu                   |
| Avispa Fukuoka               |
| FC Tokyo                     |
| Hokkaido Consadole Sapporo   |
| Sanfrecce Hiroshima          |
| Cerezo Osaka                 |
| Gamba Osaka                  |
| Shimizu S-Pulse              |
| Kashiwa Reysol               |
| Shonan Bellmare              |
| Júbilo Iwata                 |
| Kyoto Sanga FC               |
| Clubs de J.League 2 (2)      |
| arrivent en Phase de groupes |
| Tokushima Vortis             |
| Oita Trinita                 |

## Phase de groupes

### Groupe A
| Rang | Équipe          | Pts | J | G | N | P | Bp | Bc | Diff |  | Résultats (▼ dom., ► ext.) | ANT | COSA | GASA | OIT |
| ---- | --------------- | --- | - | - | - | - | -- | -- | ---- |  | -------------------------- | --- | ---- | ---- | --- |
| 1    | Kashima Antlers | 13  | 6 | 4 | 1 | 1 | 16 | 7  | +9   |  | Kashima Antlers            |     | 0-1  | 4-1  | 3-0 |
| 2    | Cerezo Osaka    | 11  | 6 | 3 | 2 | 1 | 14 | 9  | +5   |  | Cerezo Osaka               | 1-3 |      | 0-0  | 6-1 |
| 3    | Gamba Osaka     | 5   | 6 | 1 | 2 | 3 | 8  | 12 | -4   |  | Gamba Osaka                | 1-3 | 2-3  |      | 2-0 |
| 4    | Oita Trinita    | 3   | 6 | 0 | 3 | 3 | 9  | 19 | -10  |  | Oita Trinita               | 3-3 | 3-3  | 2-2  |     |

| 1er journée                     | Gamba Osaka                   | 2 - 3   | Cerezo Osaka         |                                                                               |                                                                               |
| 23 février 2022 14h03 UTC+09:00 | Yamamoto 59e · Yanagisawa 74e | (0 - 2) | 7e Tameda · 41e Uejo | Stade Panasonic Suita, Suita Spectateurs : 10 509 Arbitrage : Akihiko Ikeuchi | Stade Panasonic Suita, Suita Spectateurs : 10 509 Arbitrage : Akihiko Ikeuchi |
| 23 février 2022 14h03 UTC+09:00 |                               | Rapport | 88e Kiyotake         | Stade Panasonic Suita, Suita Spectateurs : 10 509 Arbitrage : Akihiko Ikeuchi | Stade Panasonic Suita, Suita Spectateurs : 10 509 Arbitrage : Akihiko Ikeuchi |

| 1er journée                  | Oita Trinita                            | 3 - 3   | Kashima Antlers                                 |                                                                   |                                                                   |
| 15 mars 2022 19h03 UTC+09:00 | Goya 14e · Yashiki 20e · Nagasawa 90+1e | (2 - 1) | 3e Someno · 62e (pen.) Pituca · 75e (pen.) Ueda | Stade d'Oita, Ōita Spectateurs : 2 938 Arbitrage : Yudai Yamamoto | Stade d'Oita, Ōita Spectateurs : 2 938 Arbitrage : Yudai Yamamoto |
| 15 mars 2022 19h03 UTC+09:00 | Nishikawa 74e · Inoue 82e               | Rapport | 46e Nakama · 85e Izumi · 90+4e Suzuki           | Stade d'Oita, Ōita Spectateurs : 2 938 Arbitrage : Yudai Yamamoto | Stade d'Oita, Ōita Spectateurs : 2 938 Arbitrage : Yudai Yamamoto |

| 2e journée                  | Kashima Antlers | 0 - 1   | Cerezo Osaka              |                                                                             |                                                                             |
| 2 mars 2022 19h03 UTC+09:00 |                 | (0 - 1) | 12e Kitano                | Stade de Kashima, Kashima Spectateurs : 3 966 Arbitrage : Takafumi Mikuriya | Stade de Kashima, Kashima Spectateurs : 3 966 Arbitrage : Takafumi Mikuriya |
| 2 mars 2022 19h03 UTC+09:00 | Pituca 27e      | Rapport | 26e Matsuda · 73e Shimizu | Stade de Kashima, Kashima Spectateurs : 3 966 Arbitrage : Takafumi Mikuriya | Stade de Kashima, Kashima Spectateurs : 3 966 Arbitrage : Takafumi Mikuriya |

| 2e journée                  | Oita Trinita              | 2 - 2   | Gamba Osaka            |                                                                    |                                                                    |
| 2 mars 2022 19h03 UTC+09:00 | Nagasawa 11e 45+1e (pen.) | (2 - 1) | 43e Okuno · 63e Patric | Stade d'Oita, Ōita Spectateurs : 3 785 Arbitrage : Hiroyuki Kimura | Stade d'Oita, Ōita Spectateurs : 3 785 Arbitrage : Hiroyuki Kimura |
| 2 mars 2022 19h03 UTC+09:00 | Haneda 72e                | Rapport | 45e Sato               | Stade d'Oita, Ōita Spectateurs : 3 785 Arbitrage : Hiroyuki Kimura | Stade d'Oita, Ōita Spectateurs : 3 785 Arbitrage : Hiroyuki Kimura |

| 3e journée                   | Cerezo Osaka                                                                    | 6 - 1   | Oita Trinita |                                                                          |                                                                          |
| 26 mars 2022 14h03 UTC+09:00 | Maikuma 48e · Nakahara 50e · Okazawa 59e · Kato 80e · Inui 90+2e · Yamada 90+3e | (0 - 1) | 24e Koide    | Stade Yodoko Sakura, Osaka Spectateurs : 4 846 Arbitrage : Dai Matsumoto | Stade Yodoko Sakura, Osaka Spectateurs : 4 846 Arbitrage : Dai Matsumoto |
| 26 mars 2022 14h03 UTC+09:00 | Toriumi 67e · Kitano 68e                                                        | Rapport | 10e Koide    | Stade Yodoko Sakura, Osaka Spectateurs : 4 846 Arbitrage : Dai Matsumoto | Stade Yodoko Sakura, Osaka Spectateurs : 4 846 Arbitrage : Dai Matsumoto |

| 3e journée                   | Kashima Antlers                                    | 4 - 1   | Gamba Osaka |                                                                          |                                                                          |
| 26 mars 2022 15h03 UTC+09:00 | Misao 52e · Suzuki 66e · Sekigawa 73e · Someno 90e | (0 - 1) | 4e Patric   | Stade de Kashima, Kashima Spectateurs : 6 260 Arbitrage : Hayato Shimizu | Stade de Kashima, Kashima Spectateurs : 6 260 Arbitrage : Hayato Shimizu |
| 26 mars 2022 15h03 UTC+09:00 | Suzuki 53e                                         | Rapport |             | Stade de Kashima, Kashima Spectateurs : 6 260 Arbitrage : Hayato Shimizu | Stade de Kashima, Kashima Spectateurs : 6 260 Arbitrage : Hayato Shimizu |

| 4e journée                    | Gamba Osaka             | 2 - 0   | Oita Trinita |                                                                          |                                                                          |
| 13 avril 2022 19h03 UTC+09:00 | Fujiharu 13e · Sato 58e | (1 - 0) |              | Stade Panasonic Suita, Suita Spectateurs : 4 413 Arbitrage : Masuya Ueda | Stade Panasonic Suita, Suita Spectateurs : 4 413 Arbitrage : Masuya Ueda |
| 13 avril 2022 19h03 UTC+09:00 | Rapport                 |         |              | Stade Panasonic Suita, Suita Spectateurs : 4 413 Arbitrage : Masuya Ueda | Stade Panasonic Suita, Suita Spectateurs : 4 413 Arbitrage : Masuya Ueda |

| 4e journée                    | Cerezo Osaka | 1 - 3   | Kashima Antlers                         |                                                                         |                                                                         |
| 13 avril 2022 19h03 UTC+09:00 | Kitano 74e   | (0 - 1) | 32e (pen.) Caíke · 53e Ueda · 87e Bueno | Stade Yodoko Sakura, Osaka Spectateurs : 4 969 Arbitrage : Takuto Okabe | Stade Yodoko Sakura, Osaka Spectateurs : 4 969 Arbitrage : Takuto Okabe |
| 13 avril 2022 19h03 UTC+09:00 | Rapport      |         |                                         | Stade Yodoko Sakura, Osaka Spectateurs : 4 969 Arbitrage : Takuto Okabe | Stade Yodoko Sakura, Osaka Spectateurs : 4 969 Arbitrage : Takuto Okabe |

| 5e journée                    | Cerezo Osaka | 0 - 0   | Gamba Osaka |                                                                             |                                                                             |
| 23 avril 2022 14h03 UTC+09:00 |              | (0 - 0) |             | Stade Yodoko Sakura, Osaka Spectateurs : 12 058 Arbitrage : Yoshiro Imamura | Stade Yodoko Sakura, Osaka Spectateurs : 12 058 Arbitrage : Yoshiro Imamura |
| 23 avril 2022 14h03 UTC+09:00 | Suzuki 60e   | Rapport | 21e Fukuda  | Stade Yodoko Sakura, Osaka Spectateurs : 12 058 Arbitrage : Yoshiro Imamura | Stade Yodoko Sakura, Osaka Spectateurs : 12 058 Arbitrage : Yoshiro Imamura |

| 5e journée                    | Kashima Antlers                       | 3 - 0   | Oita Trinita |                                                                           |                                                                           |
| 23 avril 2022 15h03 UTC+09:00 | Higuchi 51e · Suzuki 58e · Caíke 67e  | (0 - 0) |              | Stade de Kashima, Kashima Spectateurs : 6 548 Arbitrage : Hiroki Kasahara | Stade de Kashima, Kashima Spectateurs : 6 548 Arbitrage : Hiroki Kasahara |
| 23 avril 2022 15h03 UTC+09:00 | Caíke 71e · Tsunemoto 79e · Bueno 81e | Rapport | 45e Haneda   | Stade de Kashima, Kashima Spectateurs : 6 548 Arbitrage : Hiroki Kasahara | Stade de Kashima, Kashima Spectateurs : 6 548 Arbitrage : Hiroki Kasahara |

| 6e journée                  | Gamba Osaka | 1 - 3   | Kashima Antlers          |                                                                          |                                                                          |
| 18 mai 2022 19h00 UTC+09:00 | Miura 78e   | (0 - 1) | 16e Ueda · 58e 80e Doi   | Stade Panasonic Suita, Suita Spectateurs : 4 254 Arbitrage : Jumpei Iida | Stade Panasonic Suita, Suita Spectateurs : 4 254 Arbitrage : Jumpei Iida |
| 18 mai 2022 19h00 UTC+09:00 | Okuno 72e   | Rapport | 28e Nakamura · 64e Bueno | Stade Panasonic Suita, Suita Spectateurs : 4 254 Arbitrage : Jumpei Iida | Stade Panasonic Suita, Suita Spectateurs : 4 254 Arbitrage : Jumpei Iida |

| 6e journée                  | Oita Trinita                    | 3 - 3   | Cerezo Osaka                      |                                                                       |                                                                       |
| 18 mai 2022 19h00 UTC+09:00 | Samuel 22e · Watanabe 45+2e 77e | (2 - 1) | 4e Kato · 47e Tameda · 60e Kitano | Stade d'Oita, Ōita Spectateurs : 2 517 Arbitrage : Koichiro Fukushima | Stade d'Oita, Ōita Spectateurs : 2 517 Arbitrage : Koichiro Fukushima |
| 18 mai 2022 19h00 UTC+09:00 |                                 | Rapport | 54e Okazawa                       | Stade d'Oita, Ōita Spectateurs : 2 517 Arbitrage : Koichiro Fukushima | Stade d'Oita, Ōita Spectateurs : 2 517 Arbitrage : Koichiro Fukushima |

### Groupe B
| Rang | Équipe              | Pts | J | G | N | P | Bp | Bc | Diff |  | Résultats (▼ dom., ► ext.) | HIR | NAG | SHI | TOK |
| ---- | ------------------- | --- | - | - | - | - | -- | -- | ---- |  | -------------------------- | --- | --- | --- | --- |
| 1    | Sanfrecce Hiroshima | 12  | 6 | 4 | 0 | 2 | 13 | 5  | +8   |  | Sanfrecce Hiroshima        |     | 2-0 | 1-2 | 4-0 |
| 2    | Nagoya Grampus      | 10  | 6 | 3 | 1 | 2 | 6  | 4  | +2   |  | Nagoya Grampus             | 1-2 |     | 0-0 | 2-0 |
| 3    | Shimizu S-Pulse     | 8   | 6 | 2 | 2 | 2 | 6  | 8  | -2   |  | Shimizu S-Pulse            | 2-1 | 0-1 |     | 1-1 |
| 4    | Tokushima Vortis    | 4   | 6 | 1 | 1 | 4 | 5  | 13 | -8   |  | Tokushima Vortis           | 0-3 | 0-2 | 4-1 |     |

| 1er journée                     | Nagoya Grampus | 0 - 0   | Shimizu S-Pulse |                                                                         |                                                                         |
| 23 février 2022 14h03 UTC+09:00 |                | (0 - 0) |                 | Stade Toyota, Toyota Spectateurs : 8 285 Arbitrage : Hiroyoshi Takayama | Stade Toyota, Toyota Spectateurs : 8 285 Arbitrage : Hiroyoshi Takayama |
| 23 février 2022 14h03 UTC+09:00 | Kanazaki 46e   | Rapport | 89e Kuribara    | Stade Toyota, Toyota Spectateurs : 8 285 Arbitrage : Hiroyoshi Takayama | Stade Toyota, Toyota Spectateurs : 8 285 Arbitrage : Hiroyoshi Takayama |

| 1er journée                     | Tokushima Vortis | 0 - 3   | Sanfrecce Hiroshima                        |                                                                      |                                                                      |
| 23 février 2022 14h03 UTC+09:00 |                  | (0 - 2) | 24e Sumiyoshi · 33e Nagai · 57e Higashi    | Stade Pocarisweat, Naruto Spectateurs : 2 632 Arbitrage : Ryūji Satō | Stade Pocarisweat, Naruto Spectateurs : 2 632 Arbitrage : Ryūji Satō |
| 23 février 2022 14h03 UTC+09:00 | Sunday 10e       | Rapport | 8e Chajima · 38e Sumiyoshi · 83e Matsumoto | Stade Pocarisweat, Naruto Spectateurs : 2 632 Arbitrage : Ryūji Satō | Stade Pocarisweat, Naruto Spectateurs : 2 632 Arbitrage : Ryūji Satō |

| 2e journée                  | Shimizu S-Pulse | 1 - 1   | Tokushima Vortis          |                                                                                   |                                                                                   |
| 2 mars 2022 19h03 UTC+09:00 | Kamiya 70e      | (0 - 1) | 23e (pen.) Bakenga        | Stade du parc Nihondaira, Shizuoka Spectateurs : 5 064 Arbitrage : Tomohiro Inoue | Stade du parc Nihondaira, Shizuoka Spectateurs : 5 064 Arbitrage : Tomohiro Inoue |
| 2 mars 2022 19h03 UTC+09:00 |                 | Rapport | 56e Tsuboi · 87e Hasegawa | Stade du parc Nihondaira, Shizuoka Spectateurs : 5 064 Arbitrage : Tomohiro Inoue | Stade du parc Nihondaira, Shizuoka Spectateurs : 5 064 Arbitrage : Tomohiro Inoue |

| 2e journée                  | Sanfrecce Hiroshima          | 2 - 0   | Nagoya Grampus |                                                                                  |                                                                                  |
| 2 mars 2022 19h03 UTC+09:00 | Mitsuta 44e · Santos 87e     | (1 - 0) |                | Stade Edion Hiroshima, Hiroshima Spectateurs : 1 870 Arbitrage : Tetsuro Yoshida | Stade Edion Hiroshima, Hiroshima Spectateurs : 1 870 Arbitrage : Tetsuro Yoshida |
| 2 mars 2022 19h03 UTC+09:00 | Ezequiel 16e · Morishima 86e | Rapport | 53e Nagasawa   | Stade Edion Hiroshima, Hiroshima Spectateurs : 1 870 Arbitrage : Tetsuro Yoshida | Stade Edion Hiroshima, Hiroshima Spectateurs : 1 870 Arbitrage : Tetsuro Yoshida |

| 3e journée                   | Nagoya Grampus           | 2 - 0   | Tokushima Vortis |                                                                |                                                                |
| 26 mars 2022 14h03 UTC+09:00 | Sakai 72e · Kakitani 75e | (0 - 0) |                  | Stade Toyota, Toyota Spectateurs : 6 932 Arbitrage : Koei Koya | Stade Toyota, Toyota Spectateurs : 6 932 Arbitrage : Koei Koya |
| 26 mars 2022 14h03 UTC+09:00 |                          | Rapport | 56e Cacá         | Stade Toyota, Toyota Spectateurs : 6 932 Arbitrage : Koei Koya | Stade Toyota, Toyota Spectateurs : 6 932 Arbitrage : Koei Koya |

| 3e journée                   | Sanfrecce Hiroshima | 1 - 2   | Shimizu S-Pulse        |                                                                                        |                                                                                        |
| 26 mars 2022 14h03 UTC+09:00 | Sumiyoshi 63e       | (0 - 2) | 20e Kololli · 38e Hara | Grande Arche d'Hiroshima, Hiroshima Spectateurs : 2 082 Arbitrage : Koichiro Fukushima | Grande Arche d'Hiroshima, Hiroshima Spectateurs : 2 082 Arbitrage : Koichiro Fukushima |
| 26 mars 2022 14h03 UTC+09:00 |                     | Rapport | 47e Goto               | Grande Arche d'Hiroshima, Hiroshima Spectateurs : 2 082 Arbitrage : Koichiro Fukushima | Grande Arche d'Hiroshima, Hiroshima Spectateurs : 2 082 Arbitrage : Koichiro Fukushima |

| 4e journée                    | Tokushima Vortis                         | 4 - 1   | Shimizu S-Pulse |                                                                            |                                                                            |
| 13 avril 2022 19h03 UTC+09:00 | Sugimori 39e 52e · Hyon 47e · Kodama 72e | (1 - 0) | 90e Kuribara    | Stade Pocarisweat, Naruto Spectateurs : 1 475 Arbitrage : Yūichi Nishimura | Stade Pocarisweat, Naruto Spectateurs : 1 475 Arbitrage : Yūichi Nishimura |
| 13 avril 2022 19h03 UTC+09:00 | Hyon 36e                                 | Rapport | 90+5e Kuribara  | Stade Pocarisweat, Naruto Spectateurs : 1 475 Arbitrage : Yūichi Nishimura | Stade Pocarisweat, Naruto Spectateurs : 1 475 Arbitrage : Yūichi Nishimura |

| 4e journée                    | Nagoya Grampus                                 | 1 - 2   | Sanfrecce Hiroshima               |                                                                    |                                                                    |
| 13 avril 2022 19h33 UTC+09:00 | Mateus 10e                                     | (1 - 0) | 50e (pen.) Santos · 84e Morishima | Stade Toyota, Toyota Spectateurs : 4 689 Arbitrage : Koki Nagamine | Stade Toyota, Toyota Spectateurs : 4 689 Arbitrage : Koki Nagamine |
| 13 avril 2022 19h33 UTC+09:00 | Miyahara 49e, 56e · Kakitani 64e · Yoshida 87e | Rapport | 39e Matsumoto                     | Stade Toyota, Toyota Spectateurs : 4 689 Arbitrage : Koki Nagamine | Stade Toyota, Toyota Spectateurs : 4 689 Arbitrage : Koki Nagamine |

| 5e journée                    | Shimizu S-Pulse | 0 - 1   | Nagoya Grampus      |                                                                                      |                                                                                      |
| 23 avril 2022 14h03 UTC+09:00 |                 | (0 - 0) | 67e (pen.) Kanazaki | Stade du parc Nihondaira, Shizuoka Spectateurs : 7 688 Arbitrage : Kazuyoshi Enomoto | Stade du parc Nihondaira, Shizuoka Spectateurs : 7 688 Arbitrage : Kazuyoshi Enomoto |
| 23 avril 2022 14h03 UTC+09:00 |                 | Rapport | 90+3e Langerak      | Stade du parc Nihondaira, Shizuoka Spectateurs : 7 688 Arbitrage : Kazuyoshi Enomoto | Stade du parc Nihondaira, Shizuoka Spectateurs : 7 688 Arbitrage : Kazuyoshi Enomoto |

| 5e journée                    | Sanfrecce Hiroshima                         | 4 - 0   | Tokushima Vortis |                                                                                   |                                                                                   |
| 23 avril 2022 14h03 UTC+09:00 | Kashiwa 4e · Morishima 12e · Santos 22e 88e | (3 - 0) |                  | Stade Edion Hiroshima, Hiroshima Spectateurs : 5 218 Arbitrage : Atsushi Kamimura | Stade Edion Hiroshima, Hiroshima Spectateurs : 5 218 Arbitrage : Atsushi Kamimura |
| 23 avril 2022 14h03 UTC+09:00 | Sumiyoshi 28e · Morishima 68e               | Rapport | 48e Shirai       | Stade Edion Hiroshima, Hiroshima Spectateurs : 5 218 Arbitrage : Atsushi Kamimura | Stade Edion Hiroshima, Hiroshima Spectateurs : 5 218 Arbitrage : Atsushi Kamimura |

| 6e journée                  | Shimizu S-Pulse          | 2 - 1   | Sanfrecce Hiroshima |                                                                                   |                                                                                   |
| 18 mai 2022 19h00 UTC+09:00 | Kishimoto 34e · Taki 83e | (1 - 0) | 62e Nagai           | Stade du parc Nihondaira, Shizuoka Spectateurs : 4 209 Arbitrage : Keigo Sendachi | Stade du parc Nihondaira, Shizuoka Spectateurs : 4 209 Arbitrage : Keigo Sendachi |
| 18 mai 2022 19h00 UTC+09:00 |                          | Rapport | 74e Ben Khalifa     | Stade du parc Nihondaira, Shizuoka Spectateurs : 4 209 Arbitrage : Keigo Sendachi | Stade du parc Nihondaira, Shizuoka Spectateurs : 4 209 Arbitrage : Keigo Sendachi |

| 6e journée                  | Tokushima Vortis | 0 - 2   | Nagoya Grampus          |                                                                           |                                                                           |
| 18 mai 2022 19h00 UTC+09:00 |                  | (0 - 2) | 10e Yoshida · 45+1e Abe | Stade Pocarisweat, Naruto Spectateurs : 2 296 Arbitrage : Akihiko Ikeuchi | Stade Pocarisweat, Naruto Spectateurs : 2 296 Arbitrage : Akihiko Ikeuchi |
| 18 mai 2022 19h00 UTC+09:00 | Rapport          |         |                         | Stade Pocarisweat, Naruto Spectateurs : 2 296 Arbitrage : Akihiko Ikeuchi | Stade Pocarisweat, Naruto Spectateurs : 2 296 Arbitrage : Akihiko Ikeuchi |

### Groupe C
| Rang | Équipe                     | Pts | J | G | N | P | Bp | Bc | Diff |  | Résultats (▼ dom., ► ext.) | KYO | SAP | KASR | TOS |
| ---- | -------------------------- | --- | - | - | - | - | -- | -- | ---- |  | -------------------------- | --- | --- | ---- | --- |
| 1    | Kyoto Sanga FC             | 10  | 6 | 3 | 1 | 2 | 8  | 11 | -3   |  | Kyoto Sanga FC             |     | 3-2 | 1-1  | 2-1 |
| 2    | Hokkaido Consadole Sapporo | 8   | 6 | 2 | 2 | 3 | 13 | 11 | +2   |  | Hokkaido Consadole Sapporo | 4-1 |     | 1-2  | 1-1 |
| 3    | Kashiwa Reysol             | 8   | 6 | 2 | 2 | 2 | 9  | 8  | +1   |  | Kashiwa Reysol             | 0-1 | 2-3 |      | 1-1 |
| 4    | Sagan Tosu                 | 6   | 6 | 1 | 3 | 2 | 9  | 9  | 0    |  | Sagan Tosu                 | 3-0 | 2-2 | 1-3  |     |

| 1er journée                     | Kyoto Sanga FC | 1 - 1   | Kashiwa Reysol                           |                                                                      |                                                                      |
| 23 février 2022 14h03 UTC+09:00 | Kimura 6e      | (1 - 0) | 46e Maie                                 | Stade Sanga, Kameoka Spectateurs : 4 025 Arbitrage : Hirokazu Otsubo | Stade Sanga, Kameoka Spectateurs : 4 025 Arbitrage : Hirokazu Otsubo |
| 23 février 2022 14h03 UTC+09:00 | Iida 36e       | Rapport | 26e Iwashita · 84e Someya · 85e Kamijima | Stade Sanga, Kameoka Spectateurs : 4 025 Arbitrage : Hirokazu Otsubo | Stade Sanga, Kameoka Spectateurs : 4 025 Arbitrage : Hirokazu Otsubo |

| 1er journée                     | Sagan Tosu                    | 2 - 2   | Hokkaido Consadole Sapporo |                                                                    |                                                                    |
| 23 février 2022 15h03 UTC+09:00 | Nishi 2e (csc) · Fujihara 72e | (1 - 0) | 50e Tanaka · 59e Kaneko    | Stade de Tosu, Tosu Spectateurs : 4 544 Arbitrage : Tomohiro Inoue | Stade de Tosu, Tosu Spectateurs : 4 544 Arbitrage : Tomohiro Inoue |
| 23 février 2022 15h03 UTC+09:00 | Ishii 66e                     | Rapport | 12e Fukai · 84e Kaneko     | Stade de Tosu, Tosu Spectateurs : 4 544 Arbitrage : Tomohiro Inoue | Stade de Tosu, Tosu Spectateurs : 4 544 Arbitrage : Tomohiro Inoue |

| 2e journée                  | Kyoto Sanga FC            | 2 - 1   | Sagan Tosu |                                                                     |                                                                     |
| 2 mars 2022 18h33 UTC+09:00 | Yamada 37e · Toyokawa 75e | (1 - 0) | 86e Araki  | Stade Sanga, Kameoka Spectateurs : 2 511 Arbitrage : Keigo Sendachi | Stade Sanga, Kameoka Spectateurs : 2 511 Arbitrage : Keigo Sendachi |
| 2 mars 2022 18h33 UTC+09:00 | Rapport                   |         |            | Stade Sanga, Kameoka Spectateurs : 2 511 Arbitrage : Keigo Sendachi | Stade Sanga, Kameoka Spectateurs : 2 511 Arbitrage : Keigo Sendachi |

| 2e journée                  | Kashiwa Reysol   | 2 - 3   | Hokkaido Consadole Sapporo    |                                                                      |                                                                      |
| 2 mars 2022 19h03 UTC+09:00 | Masukake 19e 24e | (2 - 0) | 57e Fukai · 85e 90e Nakashima | Stade Kashiwa, Kashiwa Spectateurs : 3 177 Arbitrage : Matsuo Hajime | Stade Kashiwa, Kashiwa Spectateurs : 3 177 Arbitrage : Matsuo Hajime |
| 2 mars 2022 19h03 UTC+09:00 |                  | Rapport | 71e Tučić · 90+6e Fukai       | Stade Kashiwa, Kashiwa Spectateurs : 3 177 Arbitrage : Matsuo Hajime | Stade Kashiwa, Kashiwa Spectateurs : 3 177 Arbitrage : Matsuo Hajime |

| 3e journée                   | Kashiwa Reysol | 1 - 1   | Sagan Tosu  |                                                                         |                                                                         |
| 26 mars 2022 15h03 UTC+09:00 | Masukake 88e   | (0 - 0) | 62e Tashiro | Stade Kashiwa, Kashiwa Spectateurs : 3 590 Arbitrage : Yūichi Nishimura | Stade Kashiwa, Kashiwa Spectateurs : 3 590 Arbitrage : Yūichi Nishimura |
| 26 mars 2022 15h03 UTC+09:00 | Iwashita 73e   | Rapport |             | Stade Kashiwa, Kashiwa Spectateurs : 3 590 Arbitrage : Yūichi Nishimura | Stade Kashiwa, Kashiwa Spectateurs : 3 590 Arbitrage : Yūichi Nishimura |

| 3e journée                    | Hokkaido Consadole Sapporo         | 4 - 1   | Kyoto Sanga FC |                                                                     |                                                                     |
| 20 avril 2022 19h03 UTC+09:00 | Xavier 51e 75e · Nakashima 67e 88e | (0 - 0) | 54e Omae       | Sapporo Dome, Sapporo Spectateurs : 3 627 Arbitrage : Koki Nagamine | Sapporo Dome, Sapporo Spectateurs : 3 627 Arbitrage : Koki Nagamine |
| 20 avril 2022 19h03 UTC+09:00 | Fernandes 20e                      | Rapport | 17e Kaneko     | Sapporo Dome, Sapporo Spectateurs : 3 627 Arbitrage : Koki Nagamine | Sapporo Dome, Sapporo Spectateurs : 3 627 Arbitrage : Koki Nagamine |

| 4e journée                    | Kyoto Sanga FC                          | 3 - 2   | Hokkaido Consadole Sapporo |                                                                    |                                                                    |
| 13 avril 2022 18h33 UTC+09:00 | Fukuoka 24e · Nakano 71e · Martinus 75e | (1 - 2) | 2e Fernandes · 20e Okamura | Stade Sanga, Kameoka Spectateurs : 2 894 Arbitrage : Toru Kakinuma | Stade Sanga, Kameoka Spectateurs : 2 894 Arbitrage : Toru Kakinuma |
| 13 avril 2022 18h33 UTC+09:00 |                                         | Rapport | 58e Tučić                  | Stade Sanga, Kameoka Spectateurs : 2 894 Arbitrage : Toru Kakinuma | Stade Sanga, Kameoka Spectateurs : 2 894 Arbitrage : Toru Kakinuma |

| 4e journée                    | Sagan Tosu | 1 - 3   | Kashiwa Reysol                           |                                                                     |                                                                     |
| 13 avril 2022 19h03 UTC+09:00 | Honda 50e  | (0 - 2) | 18e Unoki · 34e Masukake · 65e Angelotti | Stade de Tosu, Tosu Spectateurs : 3 274 Arbitrage : Hiroki Kasahara | Stade de Tosu, Tosu Spectateurs : 3 274 Arbitrage : Hiroki Kasahara |
| 13 avril 2022 19h03 UTC+09:00 | Rapport    |         |                                          | Stade de Tosu, Tosu Spectateurs : 3 274 Arbitrage : Hiroki Kasahara | Stade de Tosu, Tosu Spectateurs : 3 274 Arbitrage : Hiroki Kasahara |

| 5e journée                    | Hokkaido Consadole Sapporo               | 1 - 2   | Kashiwa Reysol    |                                                                    |                                                                    |
| 23 avril 2022 13h03 UTC+09:00 | Tučić 14e                                | (1 - 0) | 90+3e 90+4e Sávio | Sapporo Dome, Sapporo Spectateurs : 4 450 Arbitrage : Ryo Tanimoto | Sapporo Dome, Sapporo Spectateurs : 4 450 Arbitrage : Ryo Tanimoto |
| 23 avril 2022 13h03 UTC+09:00 | Fernandes 35e · Okamura 42e · Sugeno 81e | Rapport | 89e Kamijima      | Sapporo Dome, Sapporo Spectateurs : 4 450 Arbitrage : Ryo Tanimoto | Sapporo Dome, Sapporo Spectateurs : 4 450 Arbitrage : Ryo Tanimoto |

| 5e journée                    | Sagan Tosu                               | 3 - 0   | Kyoto Sanga FC |                                                                    |                                                                    |
| 23 avril 2022 15h03 UTC+09:00 | Fukuta 5e · Iwasaki 50e · Fujihara 90+5e | (1 - 0) |                | Stade de Tosu, Tosu Spectateurs : 3 945 Arbitrage : Yudai Yamamoto | Stade de Tosu, Tosu Spectateurs : 3 945 Arbitrage : Yudai Yamamoto |
| 23 avril 2022 15h03 UTC+09:00 | Iwasaki 52e · Tashiro 89e                | Rapport | 52e Takeda     | Stade de Tosu, Tosu Spectateurs : 3 945 Arbitrage : Yudai Yamamoto | Stade de Tosu, Tosu Spectateurs : 3 945 Arbitrage : Yudai Yamamoto |

| 6e journée                  | Hokkaido Consadole Sapporo | 1 - 1   | Sagan Tosu                 |                                                                      |                                                                      |
| 18 mai 2022 19h00 UTC+09:00 | Nakamura 74e               | (0 - 0) | 80e Nishikawa              | Sapporo Dome, Sapporo Spectateurs : 4 417 Arbitrage : Hayato Shimizu | Sapporo Dome, Sapporo Spectateurs : 4 417 Arbitrage : Hayato Shimizu |
| 18 mai 2022 19h00 UTC+09:00 |                            | Rapport | 45e Miyashiro · 63e Nakano | Sapporo Dome, Sapporo Spectateurs : 4 417 Arbitrage : Hayato Shimizu | Sapporo Dome, Sapporo Spectateurs : 4 417 Arbitrage : Hayato Shimizu |

| 6e journée                  | Kashiwa Reysol             | 0 - 1   | Kyoto Sanga FC |                                                                        |                                                                        |
| 18 mai 2022 19h00 UTC+09:00 |                            | (0 - 0) | 73e Omae       | Stade Kashiwa, Kashiwa Spectateurs : 3 289 Arbitrage : Hiroki Kasahara | Stade Kashiwa, Kashiwa Spectateurs : 3 289 Arbitrage : Hiroki Kasahara |
| 18 mai 2022 19h00 UTC+09:00 | Kato 29e · Shiihashi 90+2e | Rapport |                | Stade Kashiwa, Kashiwa Spectateurs : 3 289 Arbitrage : Hiroki Kasahara | Stade Kashiwa, Kashiwa Spectateurs : 3 289 Arbitrage : Hiroki Kasahara |

### Groupe D
| Rang | Équipe          | Pts | J | G | N | P | Bp | Bc | Diff |  | Résultats (▼ dom., ► ext.) | BEL | FUK | IWA | FCT |
| ---- | --------------- | --- | - | - | - | - | -- | -- | ---- |  | -------------------------- | --- | --- | --- | --- |
| 1    | Shonan Bellmare | 12  | 6 | 4 | 0 | 2 | 9  | 6  | +3   |  | Shonan Bellmare            |     | 2-1 | 1-0 | 2-1 |
| 2    | Avispa Fukuoka  | 10  | 6 | 3 | 1 | 2 | 6  | 6  | 0    |  | Avispa Fukuoka             | 2-1 |     | 2-1 | 1-0 |
| 3    | Júbilo Iwata    | 7   | 6 | 2 | 1 | 3 | 4  | 5  | -1   |  | Júbilo Iwata               | 0-1 | 1-0 |     | 2-1 |
| 4    | FC Tokyo        | 5   | 6 | 1 | 2 | 3 | 4  | 6  | -2   |  | FC Tokyo                   | 2-1 | 0-0 | 0-0 |     |

| 1er journée                     | Shonan Bellmare                         | 3 - 1   | Avispa Fukuoka |                                                                                        |                                                                                        |
| 23 février 2022 15h03 UTC+09:00 | Yamada 14e · Sugioka 45+1e · Ohashi 88e | (2 - 0) | 79e Jogo       | Stade Lemon Gas Hiratsuka, Hiratsuka Spectateurs : 4 770 Arbitrage : Takafumi Mikuriya | Stade Lemon Gas Hiratsuka, Hiratsuka Spectateurs : 4 770 Arbitrage : Takafumi Mikuriya |
| 23 février 2022 15h03 UTC+09:00 | Ono 19e · Sugioka 58e                   | Rapport | 67e Shigehiro  | Stade Lemon Gas Hiratsuka, Hiratsuka Spectateurs : 4 770 Arbitrage : Takafumi Mikuriya | Stade Lemon Gas Hiratsuka, Hiratsuka Spectateurs : 4 770 Arbitrage : Takafumi Mikuriya |

| 1er journée                  | FC Tokyo     | 0 - 0   | Júbilo Iwata |                                                                     |                                                                     |
| 15 mars 2022 19h03 UTC+09:00 |              | (0 - 0) |              | Stade Ajinomoto, Chōfu Spectateurs : 7 817 Arbitrage : Takuto Okabe | Stade Ajinomoto, Chōfu Spectateurs : 7 817 Arbitrage : Takuto Okabe |
| 15 mars 2022 19h03 UTC+09:00 | Trevisan 60e | Rapport |              | Stade Ajinomoto, Chōfu Spectateurs : 7 817 Arbitrage : Takuto Okabe | Stade Ajinomoto, Chōfu Spectateurs : 7 817 Arbitrage : Takuto Okabe |

| 2e journée                  | Júbilo Iwata                                                            | 0 - 1   | Shonan Bellmare |                                                                     |                                                                     |
| 2 mars 2022 19h03 UTC+09:00 |                                                                         | (0 - 1) | 43e Ikeda       | Stade Yamaha, Iwata Spectateurs : 4 012 Arbitrage : Yoshiro Imamura | Stade Yamaha, Iwata Spectateurs : 4 012 Arbitrage : Yoshiro Imamura |
| 2 mars 2022 19h03 UTC+09:00 | Seita 16e · Germain 48e · González 86e · Yoshinaga 86e · Fujiwara 90+2e | Rapport | 87e Wellington  | Stade Yamaha, Iwata Spectateurs : 4 012 Arbitrage : Yoshiro Imamura | Stade Yamaha, Iwata Spectateurs : 4 012 Arbitrage : Yoshiro Imamura |

| 2e journée                  | Avispa Fukuoka | 1 - 0   | FC Tokyo      |                                                                            |                                                                            |
| 2 mars 2022 19h03 UTC+09:00 | Tanaka 22e     | (1 - 0) |               | Stade Best Denki, Fukuoka Spectateurs : 2 628 Arbitrage : Futoshi Nakamura | Stade Best Denki, Fukuoka Spectateurs : 2 628 Arbitrage : Futoshi Nakamura |
| 2 mars 2022 19h03 UTC+09:00 | Juanma 54e     | Rapport | 11e Morishige | Stade Best Denki, Fukuoka Spectateurs : 2 628 Arbitrage : Futoshi Nakamura | Stade Best Denki, Fukuoka Spectateurs : 2 628 Arbitrage : Futoshi Nakamura |

| 3e journée                   | Júbilo Iwata              | 1 - 0   | Avispa Fukuoka         |                                                                    |                                                                    |
| 26 mars 2022 14h03 UTC+09:00 | Kaneko 53e                | (0 - 0) |                        | Stade Yamaha, Iwata Spectateurs : 4 613 Arbitrage : Yūdai Yamamoto | Stade Yamaha, Iwata Spectateurs : 4 613 Arbitrage : Yūdai Yamamoto |
| 26 mars 2022 14h03 UTC+09:00 | Suzuki 22e · Sugimoto 80e | Rapport | 85e Miya · 90+4e Inoue | Stade Yamaha, Iwata Spectateurs : 4 613 Arbitrage : Yūdai Yamamoto | Stade Yamaha, Iwata Spectateurs : 4 613 Arbitrage : Yūdai Yamamoto |

| 3e journée                   | FC Tokyo           | 2 - 1   | Shonan Bellmare |                                                                     |                                                                     |
| 26 mars 2022 15h03 UTC+09:00 | Abe 39e · Mita 60e | (0 - 0) | 77e Ikeda       | Stade Ajinomoto, Chōfu Spectateurs : 6 829 Arbitrage : Ryo Tanimoto | Stade Ajinomoto, Chōfu Spectateurs : 6 829 Arbitrage : Ryo Tanimoto |
| 26 mars 2022 15h03 UTC+09:00 | Rapport            |         |                 | Stade Ajinomoto, Chōfu Spectateurs : 6 829 Arbitrage : Ryo Tanimoto | Stade Ajinomoto, Chōfu Spectateurs : 6 829 Arbitrage : Ryo Tanimoto |

| 4e journée                    | Shonan Bellmare                | 2 - 1   | FC Tokyo    |                                                                                     |                                                                                     |
| 13 avril 2022 19h03 UTC+09:00 | Ikeda 37e · Machino 73e (pen.) | (1 - 0) | 50e Ogawa   | Stade Lemon Gas Hiratsuka, Hiratsuka Spectateurs : 3 920 Arbitrage : Keigo Sendachi | Stade Lemon Gas Hiratsuka, Hiratsuka Spectateurs : 3 920 Arbitrage : Keigo Sendachi |
| 13 avril 2022 19h03 UTC+09:00 |                                | Rapport | 72e Higashi | Stade Lemon Gas Hiratsuka, Hiratsuka Spectateurs : 3 920 Arbitrage : Keigo Sendachi | Stade Lemon Gas Hiratsuka, Hiratsuka Spectateurs : 3 920 Arbitrage : Keigo Sendachi |

| 4e journée                    | Avispa Fukuoka             | 2 - 1   | Júbilo Iwata  |                                                                                   |                                                                                   |
| 13 avril 2022 19h03 UTC+09:00 | Lukian 77e · Shigehiro 86e | (0 - 0) | 66e Matsumoto | Stade Stade Best Denki, Fukuoka Spectateurs : 1 971 Arbitrage : Takafumi Mikuriya | Stade Stade Best Denki, Fukuoka Spectateurs : 1 971 Arbitrage : Takafumi Mikuriya |
| 13 avril 2022 19h03 UTC+09:00 |                            | Rapport | 44e Yamamoto  | Stade Stade Best Denki, Fukuoka Spectateurs : 1 971 Arbitrage : Takafumi Mikuriya | Stade Stade Best Denki, Fukuoka Spectateurs : 1 971 Arbitrage : Takafumi Mikuriya |

| 5e journée                    | Avispa Fukuoka         | 2 - 1   | Shonan Bellmare      |                                                                               |                                                                               |
| 23 avril 2022 14h03 UTC+09:00 | Croux 55e · Juanma 61e | (0 - 1) | 22e Yamada           | Stade Stade Best Denki, Fukuoka Spectateurs : 2 619 Arbitrage : Hajime Matsuo | Stade Stade Best Denki, Fukuoka Spectateurs : 2 619 Arbitrage : Hajime Matsuo |
| 23 avril 2022 14h03 UTC+09:00 | Grolli 59e             | Rapport | 3e Oiwa · 58e Yamada | Stade Stade Best Denki, Fukuoka Spectateurs : 2 619 Arbitrage : Hajime Matsuo | Stade Stade Best Denki, Fukuoka Spectateurs : 2 619 Arbitrage : Hajime Matsuo |

| 5e journée                    | Júbilo Iwata                | 2 - 1   | FC Tokyo    |                                                                    |                                                                    |
| 23 avril 2022 15h03 UTC+09:00 | González 68e · Kanuma 90+7e | (0 - 0) | 55e Kajiura | Stade Yamaha, Iwata Spectateurs : 5 422 Arbitrage : Tomohiro Inoue | Stade Yamaha, Iwata Spectateurs : 5 422 Arbitrage : Tomohiro Inoue |
| 23 avril 2022 15h03 UTC+09:00 | Otsu 59e                    | Rapport |             | Stade Yamaha, Iwata Spectateurs : 5 422 Arbitrage : Tomohiro Inoue | Stade Yamaha, Iwata Spectateurs : 5 422 Arbitrage : Tomohiro Inoue |

| 6e journée                  | FC Tokyo                  | 0 - 0   | Avispa Fukuoka |                                                                       |                                                                       |
| 18 mai 2022 19h00 UTC+09:00 |                           | (0 - 0) |                | Stade Ajinomoto, Chōfu Spectateurs : 4 532 Arbitrage : Tomohiro Inoue | Stade Ajinomoto, Chōfu Spectateurs : 4 532 Arbitrage : Tomohiro Inoue |
| 18 mai 2022 19h00 UTC+09:00 | Nakamura 12e · Kumata 66e | Rapport |                | Stade Ajinomoto, Chōfu Spectateurs : 4 532 Arbitrage : Tomohiro Inoue | Stade Ajinomoto, Chōfu Spectateurs : 4 532 Arbitrage : Tomohiro Inoue |

| 6e journée                  | Shonan Bellmare | 1 - 0   | Júbilo Iwata |                                                                                    |                                                                                    |
| 18 mai 2022 19h00 UTC+09:00 | Ikeda 54e       | (0 - 0) |              | Stade Lemon Gas Hiratsuka, Hiratsuka Spectateurs : 4 132 Arbitrage : Yosuke Kubota | Stade Lemon Gas Hiratsuka, Hiratsuka Spectateurs : 4 132 Arbitrage : Yosuke Kubota |
| 18 mai 2022 19h00 UTC+09:00 | Rapport         |         |              | Stade Lemon Gas Hiratsuka, Hiratsuka Spectateurs : 4 132 Arbitrage : Yosuke Kubota | Stade Lemon Gas Hiratsuka, Hiratsuka Spectateurs : 4 132 Arbitrage : Yosuke Kubota |

### Tour préliminaire
Le tour préliminaire est un tour disputé entre les deux premiers de chaque groupe en match aller et retour.
| Équipe                     | Aller | Total  | Retour | Équipe              |
| -------------------------- | ----- | ------ | ------ | ------------------- |
| Avispa Fukuoka             | 1 - 0 | 2e - 2 | 1 - 2  | Kashima Antlers     |
| Hokkaido Consadole Sapporo | 0 - 3 | 1 - 4  | 1 - 1  | Sanfrecce Hiroshima |
| Nagoya Grampus             | 6 - 1 | 7 - 1  | 1 - 0  | Kyoto Sanga FC      |
| Cerezo Osaka               | 1 - 0 | 5 - 1  | 4 - 1  | Shonan Bellmare     |

| Match aller                 | Avispa Fukuoka            | 1 - 0   | Kashima Antlers |                                                                             |                                                                             |
| 4 juin 2022 18h00 UTC+09:00 | Yamagishi 23e             | (1 - 0) |                 | Stade Best Denki, Fukuoka Spectateurs : 3 316 Arbitrage : Takafumi Mikuriya | Stade Best Denki, Fukuoka Spectateurs : 3 316 Arbitrage : Takafumi Mikuriya |
| 4 juin 2022 18h00 UTC+09:00 | Juanma 83e · Tanabe 90+1e | Rapport | 85e Everaldo    | Stade Best Denki, Fukuoka Spectateurs : 3 316 Arbitrage : Takafumi Mikuriya | Stade Best Denki, Fukuoka Spectateurs : 3 316 Arbitrage : Takafumi Mikuriya |

| Match retour                 | Kashima Antlers       | 2 - 1   | Avispa Fukuoka             |                                                                           |                                                                           |
| 11 juin 2022 15h00 UTC+09:00 | Everaldo 34e · Nakama | (2 - 1) | 45+5e Yamagishi            | Stade de Kashima, Kashima Spectateurs : 9 085 Arbitrage : Akihiko Ikeuchi | Stade de Kashima, Kashima Spectateurs : 9 085 Arbitrage : Akihiko Ikeuchi |
| 11 juin 2022 15h00 UTC+09:00 |                       | Rapport | 20e Juanma · 90e Yamagishi | Stade de Kashima, Kashima Spectateurs : 9 085 Arbitrage : Akihiko Ikeuchi | Stade de Kashima, Kashima Spectateurs : 9 085 Arbitrage : Akihiko Ikeuchi |

| Match aller                 | Hokkaido Consadole Sapporo      | 0 - 3   | Sanfrecce Hiroshima          |                                                                      |                                                                      |
| 4 juin 2022 14h00 UTC+09:00 |                                 | (0 - 1) | 24e Higashi · 65e 87e Santos | Sapporo Dome, Sapporo Spectateurs : 5 716 Arbitrage : Tomohiro Inoue | Sapporo Dome, Sapporo Spectateurs : 5 716 Arbitrage : Tomohiro Inoue |
| 4 juin 2022 14h00 UTC+09:00 | Fernandes 45+1e · Okamura 90+2e | Rapport | 82e Ben Khalifa              | Sapporo Dome, Sapporo Spectateurs : 5 716 Arbitrage : Tomohiro Inoue | Sapporo Dome, Sapporo Spectateurs : 5 716 Arbitrage : Tomohiro Inoue |

| Match retour                 | Sanfrecce Hiroshima | 1 - 1   | Hokkaido Consadole Sapporo |                                                                                     |                                                                                     |
| 11 juin 2022 16h00 UTC+09:00 | Mitsuta 87e         | (0 - 1) | 34e Aoki                   | Stade Edion Hiroshima, Hiroshima Spectateurs : 4 669 Arbitrage : Koichiro Fukushima | Stade Edion Hiroshima, Hiroshima Spectateurs : 4 669 Arbitrage : Koichiro Fukushima |
| 11 juin 2022 16h00 UTC+09:00 | Rapport             |         |                            | Stade Edion Hiroshima, Hiroshima Spectateurs : 4 669 Arbitrage : Koichiro Fukushima | Stade Edion Hiroshima, Hiroshima Spectateurs : 4 669 Arbitrage : Koichiro Fukushima |

| Match aller                 | Nagoya Grampus                                               | 6 - 1   | Kyoto Sanga FC                |                                                                       |                                                                       |
| 4 juin 2022 16h00 UTC+09:00 | Inagaki 15e 49e · Maruyama 63e · Mateus 73e 81e · Soma 90+2e | (1 - 0) | 58e Yamasaki                  | Stade Nagoya Minato, Nagoya Spectateurs : 5 234 Arbitrage : Koei Koya | Stade Nagoya Minato, Nagoya Spectateurs : 5 234 Arbitrage : Koei Koya |
| 4 juin 2022 16h00 UTC+09:00 |                                                              | Rapport | 40e, 43e Kawasaki · 45e Asada | Stade Nagoya Minato, Nagoya Spectateurs : 5 234 Arbitrage : Koei Koya | Stade Nagoya Minato, Nagoya Spectateurs : 5 234 Arbitrage : Koei Koya |

| Match retour                 | Kyoto Sanga FC | 0 - 1   | Nagoya Grampus |                                                                   |                                                                   |
| 11 juin 2022 18h30 UTC+09:00 |                | (0 - 0) | 90+1e Saitō    | Stade Sanga, Kameoka Spectateurs : 5 831 Arbitrage : Takuto Okabe | Stade Sanga, Kameoka Spectateurs : 5 831 Arbitrage : Takuto Okabe |
| 11 juin 2022 18h30 UTC+09:00 | Fukuoka 49e    | Rapport |                | Stade Sanga, Kameoka Spectateurs : 5 831 Arbitrage : Takuto Okabe | Stade Sanga, Kameoka Spectateurs : 5 831 Arbitrage : Takuto Okabe |

| Match aller                 | Cerezo Osaka | 1 - 0   | Shonan Bellmare |                                                                        |                                                                        |
| 4 juin 2022 16h00 UTC+09:00 | Toriumi 81e  | (0 - 0) |                 | Stade Yodoko Sakura, Osaka Spectateurs : 6 246 Arbitrage : Masuya Ueda | Stade Yodoko Sakura, Osaka Spectateurs : 6 246 Arbitrage : Masuya Ueda |
| 4 juin 2022 16h00 UTC+09:00 |              | Rapport | 13e Elyounoussi | Stade Yodoko Sakura, Osaka Spectateurs : 6 246 Arbitrage : Masuya Ueda | Stade Yodoko Sakura, Osaka Spectateurs : 6 246 Arbitrage : Masuya Ueda |

| Match retour                 | Shonan Bellmare             | 1 - 4   | Cerezo Osaka                                         |                                                                                       |                                                                                       |
| 11 juin 2022 18h00 UTC+09:00 | Machino 83e                 | (0 - 3) | 10e Jonjić · 13e Tameda · 45+3e Kiyotake · 48e Okuno | Stade Lemon Gas Hiratsuka, Hiratsuka Spectateurs : 4 301 Arbitrage : Futoshi Nakamura | Stade Lemon Gas Hiratsuka, Hiratsuka Spectateurs : 4 301 Arbitrage : Futoshi Nakamura |
| 11 juin 2022 18h00 UTC+09:00 | Kobayashi 33e · Hiraoka 39e | Rapport |                                                      | Stade Lemon Gas Hiratsuka, Hiratsuka Spectateurs : 4 301 Arbitrage : Futoshi Nakamura | Stade Lemon Gas Hiratsuka, Hiratsuka Spectateurs : 4 301 Arbitrage : Futoshi Nakamura |

## Phase finale
Les quatre vainqueurs du tour préliminaire sont rejoints par les quatre participants à la Ligue des champions de l'AFC 2022 pour les quarts de finale.
|  | Quarts de finale    | Quarts de finale    | Quarts de finale    | Quarts de finale    |                |                | Demi-finales | Demi-finales | Demi-finales | Demi-finales |  |  | Finale                                  | Finale | Finale | Finale |
|  |                     |                     |                     |                     |                |                |              |              |              |              |  |  |                                         |        |        |        |
|  |                     |                     |                     |                     |                |                |              |              |              |              |  |  | 22 octobre 2022 - Stade national, Tokyo |        |        |        |
|  |                     |                     |                     |                     |                |                |              |              |              |              |  |  |                                         |        |        |        |
|  | Cerezo Osaka        | Cerezo Osaka        | 1                   | 2E                  |                |                |              |              |              |              |  |  |                                         |        |        |        |
|  | Cerezo Osaka        | Cerezo Osaka        | 1                   | 2E                  |                |                |              |              |              |              |  |  |                                         |        |        |        |
|  | Kawasaki Frontale   | Kawasaki Frontale   | 1                   | 2                   |                |                |              |              |              |              |  |  |                                         |        |        |        |
|  | Kawasaki Frontale   | Kawasaki Frontale   | 1                   | 2                   | Cerezo Osaka   | Cerezo Osaka   | 1            | 4            |              |              |  |  |                                         |        |        |        |
|  |                     |                     |                     |                     | Cerezo Osaka   | Cerezo Osaka   | 1            | 4            |              |              |  |  |                                         |        |        |        |
|  |                     |                     | Urawa Red Diamonds  | Urawa Red Diamonds  | 1              | 0              |              |              |              |              |  |  |                                         |        |        |        |
|  | Nagoya Grampus      | Nagoya Grampus      | Urawa Red Diamonds  | Urawa Red Diamonds  | 1              | 0              | 1            | 0            |              |              |  |  |                                         |        |        |        |
|  | Nagoya Grampus      | Nagoya Grampus      |                     |                     |                |                |              | 0            |              |              |  |  |                                         |        |        |        |
|  | Urawa Red Diamonds  | Urawa Red Diamonds  | 1                   | 3                   |                |                |              |              |              |              |  |  |                                         |        |        |        |
|  | Urawa Red Diamonds  | Urawa Red Diamonds  | 1                   | 3                   | Cerezo Osaka   | Cerezo Osaka   | 1            | 1            |              |              |  |  |                                         |        |        |        |
|  |                     |                     |                     |                     | Cerezo Osaka   | Cerezo Osaka   | 1            | 1            |              |              |  |  |                                         |        |        |        |
|  |                     |                     | Sanfrecce Hiroshima | Sanfrecce Hiroshima | 2              | 2              |              |              |              |              |  |  |                                         |        |        |        |
|  | Vissel Kobe         | Vissel Kobe         | Sanfrecce Hiroshima | Sanfrecce Hiroshima | 2              | 2              | 1            | 0            |              |              |  |  |                                         |        |        |        |
|  | Vissel Kobe         | Vissel Kobe         |                     |                     |                |                |              |              |              |              |  |  |                                         |        |        |        |
|  | Avispa Fukuoka      | Avispa Fukuoka      | 2                   | 1                   |                |                |              |              |              |              |  |  |                                         |        |        |        |
|  | Avispa Fukuoka      | Avispa Fukuoka      | 2                   | 1                   | Avispa Fukuoka | Avispa Fukuoka | 2            | 0            |              |              |  |  |                                         |        |        |        |
|  |                     |                     |                     |                     | Avispa Fukuoka | Avispa Fukuoka | 2            | 0            |              |              |  |  |                                         |        |        |        |
|  |                     |                     | Sanfrecce Hiroshima | Sanfrecce Hiroshima | 3              | 0              |              |              |              |              |  |  |                                         |        |        |        |
|  | Sanfrecce Hiroshima | Sanfrecce Hiroshima | Sanfrecce Hiroshima | Sanfrecce Hiroshima | 3              | 0              | 3            | 2            |              |              |  |  |                                         |        |        |        |
|  | Sanfrecce Hiroshima | Sanfrecce Hiroshima |                     |                     |                |                |              | 2            |              |              |  |  |                                         |        |        |        |
|  | Yokohama F. Marinos | Yokohama F. Marinos | 1                   | 1                   |                |                |              |              |              |              |  |  |                                         |        |        |        |
|  | Yokohama F. Marinos | Yokohama F. Marinos | 1                   | 1                   |                |                |              |              |              |              |  |  |                                         |        |        |        |
|  |                     |                     |                     |                     |                |                |              |              |              |              |  |  |                                         |        |        |        |

### Quarts de finale
Les quatre vainqueurs du tour préliminaire sont rejoints par les quatre participants à la Ligue des champions de l'AFC 2022 pour les quarts de finale.
| Équipe              | Aller | Total  | Retour | Équipe              |
| ------------------- | ----- | ------ | ------ | ------------------- |
| Nagoya Grampus      | 1 - 1 | 1 - 4  | 0 - 3  | Urawa Red Diamonds  |
| Cerezo Osaka        | 1 - 1 | 3e - 3 | 2 - 2  | Kawasaki Frontale   |
| Vissel Kobe         | 1 - 2 | 1 - 3  | 0 - 1  | Avispa Fukuoka      |
| Sanfrecce Hiroshima | 3 - 1 | 5 - 2  | 2 - 1  | Yokohama F. Marinos |

| Match aller                 | Nagoya Grampus | 1 - 1   | Urawa Red Diamonds                      |                                                                   |                                                                   |
| 3 août 2022 19h30 UTC+09:00 | Morishita 59e  | (0 - 1) | 36e Matsuo                              | Stade Toyota, Toyota Spectateurs : 6 179 Arbitrage : Ryo Tanimoto | Stade Toyota, Toyota Spectateurs : 6 179 Arbitrage : Ryo Tanimoto |
| 3 août 2022 19h30 UTC+09:00 |                | Rapport | 45+1e Koizumi · 90e Sekine · 90e Chinen | Stade Toyota, Toyota Spectateurs : 6 179 Arbitrage : Ryo Tanimoto | Stade Toyota, Toyota Spectateurs : 6 179 Arbitrage : Ryo Tanimoto |

| Match retour                 | Urawa Red Diamonds      | 3 - 0   | Nagoya Grampus |                                                                               |                                                                               |
| 10 août 2022 19h30 UTC+09:00 | Ito 31e 41e · Esaka 86e | (2 - 0) |                | Stade Saitama 2002, Saitama Spectateurs : 23 435 Arbitrage : Yuichi Nishimura | Stade Saitama 2002, Saitama Spectateurs : 23 435 Arbitrage : Yuichi Nishimura |
| 10 août 2022 19h30 UTC+09:00 | Ito 35e                 | Rapport |                | Stade Saitama 2002, Saitama Spectateurs : 23 435 Arbitrage : Yuichi Nishimura | Stade Saitama 2002, Saitama Spectateurs : 23 435 Arbitrage : Yuichi Nishimura |

| Match aller                 | Cerezo Osaka | 1 - 1   | Kawasaki Frontale |                                                                             |                                                                             |
| 3 août 2022 19h00 UTC+09:00 | Taggart 89e  | (0 - 1) | 33e Wakizaka      | Stade Yodoko Sakura, Osaka Spectateurs : 9 998 Arbitrage : Yūichi Nishimura | Stade Yodoko Sakura, Osaka Spectateurs : 9 998 Arbitrage : Yūichi Nishimura |
| 3 août 2022 19h00 UTC+09:00 | Funaki 74e   | Rapport | 41e Yamamura      | Stade Yodoko Sakura, Osaka Spectateurs : 9 998 Arbitrage : Yūichi Nishimura | Stade Yodoko Sakura, Osaka Spectateurs : 9 998 Arbitrage : Yūichi Nishimura |

| Match retour                 | Kawasaki Frontale | 2 - 2   | Cerezo Osaka            |                                                                                 |                                                                                 |
| 10 août 2022 19h00 UTC+09:00 | Marcinho 40e 53e  | (1 - 0) | 90e Kato · 90+6e Yamada | Stade Kawasaki Todoroki, Kawasaki Spectateurs : 13 877 Arbitrage : Takuto Okabe | Stade Kawasaki Todoroki, Kawasaki Spectateurs : 13 877 Arbitrage : Takuto Okabe |
| 10 août 2022 19h00 UTC+09:00 | Marcinho 67e      | Rapport |                         | Stade Kawasaki Todoroki, Kawasaki Spectateurs : 13 877 Arbitrage : Takuto Okabe | Stade Kawasaki Todoroki, Kawasaki Spectateurs : 13 877 Arbitrage : Takuto Okabe |

| Match aller                 | Vissel Kobe | 1 - 2   | Avispa Fukuoka        |                                                                         |                                                                         |
| 3 août 2022 19h00 UTC+09:00 | Osako 90+9e | (0 - 1) | 44e Mary · 58e Lukian | Stade Noevir Kobe, Kobe Spectateurs : 5 647 Arbitrage : Akihiko Ikeuchi | Stade Noevir Kobe, Kobe Spectateurs : 5 647 Arbitrage : Akihiko Ikeuchi |
| 3 août 2022 19h00 UTC+09:00 | Yamakawa 7e | Rapport | 71e Wako              | Stade Noevir Kobe, Kobe Spectateurs : 5 647 Arbitrage : Akihiko Ikeuchi | Stade Noevir Kobe, Kobe Spectateurs : 5 647 Arbitrage : Akihiko Ikeuchi |

| Match retour                 | Avispa Fukuoka        | 1 - 0   | Vissel Kobe                |                                                                            |                                                                            |
| 10 août 2022 19h00 UTC+09:00 | Lukian 43e            | (1 - 0) |                            | Stade Best Denki, Fukuoka Spectateurs : 7 021 Arbitrage : Futoshi Nakamura | Stade Best Denki, Fukuoka Spectateurs : 7 021 Arbitrage : Futoshi Nakamura |
| 10 août 2022 19h00 UTC+09:00 | Juanma 52e · Miya 84e | Rapport | 39e Sugawara · 89e Hatsuse | Stade Best Denki, Fukuoka Spectateurs : 7 021 Arbitrage : Futoshi Nakamura | Stade Best Denki, Fukuoka Spectateurs : 7 021 Arbitrage : Futoshi Nakamura |

| Match aller                 | Sanfrecce Hiroshima                     | 3 - 1   | Yokohama F. Marinos |                                                                                     |                                                                                     |
| 3 août 2022 19h00 UTC+09:00 | Kashiwa 14e · Araki 71e · Notsuda 90+6e | (1 - 0) | 46e Ceará           | Stade Edion Hiroshima, Hiroshima Spectateurs : 5 650 Arbitrage : Koichiro Fukushima | Stade Edion Hiroshima, Hiroshima Spectateurs : 5 650 Arbitrage : Koichiro Fukushima |
| 3 août 2022 19h00 UTC+09:00 | Rapport                                 |         |                     | Stade Edion Hiroshima, Hiroshima Spectateurs : 5 650 Arbitrage : Koichiro Fukushima | Stade Edion Hiroshima, Hiroshima Spectateurs : 5 650 Arbitrage : Koichiro Fukushima |

| Match retour                 | Yokohama F. Marinos                                | 1 - 2   | Sanfrecce Hiroshima         | | |
| 10 août 2022 19h00 UTC+09:00 | Ceará 22e                                          | (1 - 2) | 8e Ben Khalifa · 37e Nogami | Stade de football NHK Spring Mitsuzawa, Yokohama Spectateurs : 9 255 Diffuseur : YouTube Arbitrage : Hajime Matsuo | Stade de football NHK Spring Mitsuzawa, Yokohama Spectateurs : 9 255 Diffuseur : YouTube Arbitrage : Hajime Matsuo |
| 10 août 2022 19h00 UTC+09:00 | Tsunoda 14e · Watanabe 26e · Koike 44e · Ceará 60e | Rapport | 18e Notsuda                 | Stade de football NHK Spring Mitsuzawa, Yokohama Spectateurs : 9 255 Diffuseur : YouTube Arbitrage : Hajime Matsuo | Stade de football NHK Spring Mitsuzawa, Yokohama Spectateurs : 9 255 Diffuseur : YouTube Arbitrage : Hajime Matsuo |

### Demi-finales
| Équipe         | Aller | Total | Retour | Équipe              |
| -------------- | ----- | ----- | ------ | ------------------- |
| Cerezo Osaka   | 1 - 1 | 5 - 1 | 4 - 0  | Urawa Red Diamonds  |
| Avispa Fukuoka | 2 - 3 | 2 - 3 | 0 - 0  | Sanfrecce Hiroshima |

| Match aller                       | Cerezo Osaka           | 1 - 1   | Urawa Red Diamonds    |                                                                           |                                                                           |
| 21 septembre 2022 19h00 UTC+09:00 | Uejo 2e                | (1 - 0) | 53e Koizumi           | Stade Yodoko Sakura, Osaka Spectateurs : 10 399 Arbitrage : Hajime Matsuo | Stade Yodoko Sakura, Osaka Spectateurs : 10 399 Arbitrage : Hajime Matsuo |
| 21 septembre 2022 19h00 UTC+09:00 | Okuno 68e · Mendes 70e | Rapport | 39e Ito · 71e Iwanami | Stade Yodoko Sakura, Osaka Spectateurs : 10 399 Arbitrage : Hajime Matsuo | Stade Yodoko Sakura, Osaka Spectateurs : 10 399 Arbitrage : Hajime Matsuo |

| Match retour                      | Urawa Red Diamonds | 0 - 4   | Cerezo Osaka                                          |                                                                                 |                                                                                 |
| 25 septembre 2022 17h00 UTC+09:00 |                    | (0 - 2) | 23e (csc) Akimoto · 30e Okuno · 51e Kato · 80e Patric | Stade Saitama 2002, Saitama Spectateurs : 26 899 Arbitrage : Koichiro Fukushima | Stade Saitama 2002, Saitama Spectateurs : 26 899 Arbitrage : Koichiro Fukushima |
| 25 septembre 2022 17h00 UTC+09:00 | Rapport            |         |                                                       | Stade Saitama 2002, Saitama Spectateurs : 26 899 Arbitrage : Koichiro Fukushima | Stade Saitama 2002, Saitama Spectateurs : 26 899 Arbitrage : Koichiro Fukushima |

| Match aller                       | Avispa Fukuoka                                                                | 2 - 3   | Sanfrecce Hiroshima             |                                                                           |                                                                           |
| 21 septembre 2022 19h00 UTC+09:00 | Juanma 72e 90+4e                                                              | (0 - 1) | 22e 55e Kawamura · 49e Shiotani | Stade Best Denki, Fukuoka Spectateurs : 3 367 Arbitrage : Yoshiro Imamura | Stade Best Denki, Fukuoka Spectateurs : 3 367 Arbitrage : Yoshiro Imamura |
| 21 septembre 2022 19h00 UTC+09:00 | Mikuni 45e · Hiratsuka 48e · Lukian 65e · Juanma 68e · Miya 73e · Croux 90+6e | Rapport | 86e Shibasaki                   | Stade Best Denki, Fukuoka Spectateurs : 3 367 Arbitrage : Yoshiro Imamura | Stade Best Denki, Fukuoka Spectateurs : 3 367 Arbitrage : Yoshiro Imamura |

| Match retour                      | Sanfrecce Hiroshima | 0 - 0   | Avispa Fukuoka                    |                                                                                   |                                                                                   |
| 25 septembre 2022 17h00 UTC+09:00 |                     | (0 - 0) |                                   | Stade Edion Hiroshima, Hiroshima Spectateurs : 11 487 Arbitrage : Hiroki Kasahara | Stade Edion Hiroshima, Hiroshima Spectateurs : 11 487 Arbitrage : Hiroki Kasahara |
| 25 septembre 2022 17h00 UTC+09:00 |                     | Rapport | 14e Mikuni · 47e Mae · 71e Juanma | Stade Edion Hiroshima, Hiroshima Spectateurs : 11 487 Arbitrage : Hiroki Kasahara | Stade Edion Hiroshima, Hiroshima Spectateurs : 11 487 Arbitrage : Hiroki Kasahara |

### Finale
| Cerezo ·      |                  |     |
| Titulaires :  |                  |     |
|               |                  |     |
| 21            | Kim Jin-hyeon    |     |
| 02            | Riku Matsuda     |     |
| 06            | Ryosuke Yamanaka |     |
| 22            | Matej Jonjić     |     |
| 24            | Koji Toriumi     |     |
| 16            | Seiya Maikuma    |     |
| 17            | Tokuma Suzuki    |     |
| 19            | Hirotaka Tameda  | 80e |
| 25            | Hiroaki Okuno    |     |
| 07            | Satoki Uejo      | 70e |
| 20            | Mutsuki Kato     | 70e |
|               |                  |     |
| Remplaçants : |                  |     |
| 31            | Keisuke Shimizu  |     |
| 29            | Kakeru Funaki    |     |
| 33            | Ryuya Nishio     | 80e |
| 10            | Hiroshi Kiyotake | 70e |
| 41            | Hikaru Nakahara  |     |
| 26            | Jean Patric      |     |
| 38            | Sota Kitano      | 70e |
|               |                  |     |
| Entraîneur :  |                  |     |
| Akio Kogiku   |                  |     |

| Sanfrecce ·    |                          |     |
| Titulaires :   |                          |     |
|                |                          |     |
| 38             | Keisuke Osako            |     |
| 03             | Tsukasa Shiotani         | 90e |
| 04             | Hayato Araki             |     |
| 19             | Sho Sasaki               |     |
| 02             | Yuki Nogami              | 90e |
| 17             | Taishi Matsumoto         | 63e |
| 07             | Gakuto Notsuda           | 80e |
| 27             | Takumu Kawamura          |     |
| 10             | Tsukasa Morishima        |     |
| 39             | Makoto Mitsuta           |     |
| 13             | Nassim Ben Khalifa       |     |
|                |                          |     |
| Remplaçants :  |                          |     |
| 22             | Goro Kawanami            |     |
| 21             | Jelani Reshaun Sumiyoshi |     |
| 06             | Toshihiro Aoyama         |     |
| 18             | Yoshifumi Kashiwa        | 80e |
| 25             | Yusuke Chajima           | 90e |
| 30             | Kosei Shibasaki          | 90e |
| 20             | Piéros Sotiríou          | 63e |
|                |                          |     |
| Entraîneur :   |                          |     |
| Michael Skibbe |                          |     |

| Cerezo ·      |                  |     |
| Titulaires :  |                  |     |
|               |                  |     |
| 21            | Kim Jin-hyeon    |     |
| 02            | Riku Matsuda     |     |
| 06            | Ryosuke Yamanaka |     |
| 22            | Matej Jonjić     |     |
| 24            | Koji Toriumi     |     |
| 16            | Seiya Maikuma    |     |
| 17            | Tokuma Suzuki    |     |
| 19            | Hirotaka Tameda  | 80e |
| 25            | Hiroaki Okuno    |     |
| 07            | Satoki Uejo      | 70e |
| 20            | Mutsuki Kato     | 70e |
|               |                  |     |
| Remplaçants : |                  |     |
| 31            | Keisuke Shimizu  |     |
| 29            | Kakeru Funaki    |     |
| 33            | Ryuya Nishio     | 80e |
| 10            | Hiroshi Kiyotake | 70e |
| 41            | Hikaru Nakahara  |     |
| 26            | Jean Patric      |     |
| 38            | Sota Kitano      | 70e |
|               |                  |     |
| Entraîneur :  |                  |     |
| Akio Kogiku   |                  |     |

| Sanfrecce ·    |                          |     |
| Titulaires :   |                          |     |
|                |                          |     |
| 38             | Keisuke Osako            |     |
| 03             | Tsukasa Shiotani         | 90e |
| 04             | Hayato Araki             |     |
| 19             | Sho Sasaki               |     |
| 02             | Yuki Nogami              | 90e |
| 17             | Taishi Matsumoto         | 63e |
| 07             | Gakuto Notsuda           | 80e |
| 27             | Takumu Kawamura          |     |
| 10             | Tsukasa Morishima        |     |
| 39             | Makoto Mitsuta           |     |
| 13             | Nassim Ben Khalifa       |     |
|                |                          |     |
| Remplaçants :  |                          |     |
| 22             | Goro Kawanami            |     |
| 21             | Jelani Reshaun Sumiyoshi |     |
| 06             | Toshihiro Aoyama         |     |
| 18             | Yoshifumi Kashiwa        | 80e |
| 25             | Yusuke Chajima           | 90e |
| 30             | Kosei Shibasaki          | 90e |
| 20             | Piéros Sotiríou          | 63e |
|                |                          |     |
| Entraîneur :   |                          |     |
| Michael Skibbe |                          |     |

## Statistiques

### Meilleurs buteurs
|    | Buteur          | Club                | Buts | MJ |
| -- | --------------- | ------------------- | ---- | -- |
| 1  | Júnior Santos   | Sanfrecce Hiroshima | 6    | 7  |
| 2  | Mutsuki Kato    | Cerezo Osaka        | 5    | 11 |
| 3  | Taika Nakashima | Hokkaido Consadole  | 4    | 5  |
| 4  | Yugo Masukake   | Kashiwa Reysol      | 4    | 6  |
| 5  | Masaki Ikeda    | Shonan Bellmare     | 4    | 8  |
| 6  | Ayase Ueda      | Kashima Antlers     | 3    | 4  |
| 7  | Mateus          | Nagoya Grampus      | 3    | 7  |
| 8  | Hirotaka Tameda | Cerezo Osaka        | 3    | 11 |
| 9  | Sota Kitano     | Cerezo Osaka        | 3    | 10 |
| 10 | Lukian          | Avispa Fukuoka      | 3    | 9  |

| Source : J.LEAGUE YBC Levain CUP Légende Buts. : Nombre de buts marqué MJ : Nombre de matchs joués |

### Meilleurs passeurs
|    | Buteur           | Club                | Pas. | MJ |
| -- | ---------------- | ------------------- | ---- | -- |
| 1  | Yuta Higuchi     | Kashima Antlers     | 5    | 7  |
| 2  | Keiya Shiihashi  | Kashiwa Reysol      | 4    | 3  |
| 3  | Ryosuke Yamanaka | Cerezo Osaka        | 4    | 10 |
| 4  | Lucas Fernandes  | Hokkaido Consadole  | 3    | 4  |
| 5  | Hiroto Yamani    | Gamba Osaka         | 3    | 5  |
| 6  | Gakuto Notsuda   | Sanfrecce Hiroshima | 3    | 9  |
| 7  | Makoto Mitsuta   | Sanfrecce Hiroshima | 3    | 11 |
| 8  | Daiki Suga       | Hokkaido Consadole  | 2    | 7  |
| 9  | Milan Tučić      | Hokkaido Consadole  | 2    | 5  |
| 10 | Kota Mizunuma    | Yokohama F. Marinos | 2    | 2  |

| Source : J.LEAGUE YBC Levain CUP Légende Pas. : Nombre de passes décisives délivrées MJ : Nombre de matchs joués |

## Localisation des clubs engagés
| [[Fichier:Japan location map with side map of the Ryukyu Islands.svg\|1000px\|{{#if:\|{{{alt}}}\|Coupe de la Ligue japonaise de football 2022 est dans la page Japon2.]]Kawasaki Frontale Yokohama F. Marinos Vissel Kobe Kashima Antlers Nagoya Grampus Urawa Red Sagan Tosu Avispa Fukuoka FC Tokyo Hokkaido Consadole Sapporo Sanfrecce Hiroshima Cerezo Osaka Gamba Osaka Shimizu Reysol Shonan Bellmare Júbilo Iwata Kyoto Sanga Oita Trinita Tokushima Vortis Localisation des clubs engagés \| Légende Phase de Groupe Tour préliminaire Quarts de finale Demi-finales Finaliste Vainqueur \| |
| Légende Phase de Groupe Tour préliminaire Quarts de finale Demi-finales Finaliste Vainqueur |